# Dvorac Gripsholm
Gripsholm je renesansni dvorac u gradu Mariefredu u Švedskoj kraj jezera Mälaren oko 60 km zapadno od Stockholma. Nekadašnja je rezidencija švedskih kraljeva.
Izvorna srednjovjekovna utvrda sagrađena je 1380. u vlasništvu Bo Jonssona Gripa i pripadala je njegovoj obitelji sve do oduzimanja dvorca od strane kralja Gustava Vase 1526. Kralj je izvršio veliku obnove zgrade u renesansnom stilu. Do 1713., dvorac je bio kraljevska rezidencija.
Od 1563. do 1567. odlukom švedskog kralja Erika XIV. Vase, u dvorcu su zatočeni njegov polubrat Ivan III. Vasa i njegova supruga Katarina Jagelović. Tamo se 20. lipnja 1566. rodio njihov sin, a kasnije poljski kralj Sigismund III. Vasa. U vremenu od 1713. do 1773., dvorac je bio zatvor. Godine 1773. kralj Gustav III. dao ga je obnoviti. 
Danas je u dvorcu muzej otvoren za javnost s izloženim umjetničkim slikama.

## Galerija
- Panorama
- Fritz von Dardel, crtež dvorca iz 1845.
- Unutarnje dvorište
- Ruski topovi s kraja 16. stoljeća

## Vanjska poveznica
- Tekst o dvorcu Gripsholm na engleskom